# أكسيداز الغلوكوز
أكسيداز الغلوكوز هو إنزيم من إنزيمات الأكسيداز المسؤولة عن تحفيز تفاعل أكسدة الغلوكوز إلى بيروكسيد الهيدروجين وغلوكونو-5،1-لاكتون. يصطنع هذا الإنزيم حيوياً داخل أنواع محددة من الفطريات والحشرات، ويبدي فعالية مضادة حيوية بوجود الأكسجين والغلوكوز.

تفاعل محفز بأكسيداز الغلوكوز

بالإضافة للأهمية الحيوية لهذا الإنزيم، فهناك أهمية صناعية، إذ له العديد من التطبيقات في مجال التقانة الحيوية بما في ذلك تصميم المستشعرات الحيوية في مجال تقانة النانو.
عزل هذا الإنزيم أول مرة من العالم ديتلف مولر Detlev Müller في سنة 1928 أثناء أبحاثه على الرشاشية السوداء Aspergillus niger.